# Große Nusseibe
Die Große Nusseibe oder Chinesische Nusseibe (Torreya grandis) ist eine Pflanzenart aus der Gattung Nusseibe (Torreya) in der Familie der Eibengewächse (Taxaceae). Die zwei Varianten kommen in China vor.

## Beschreibung

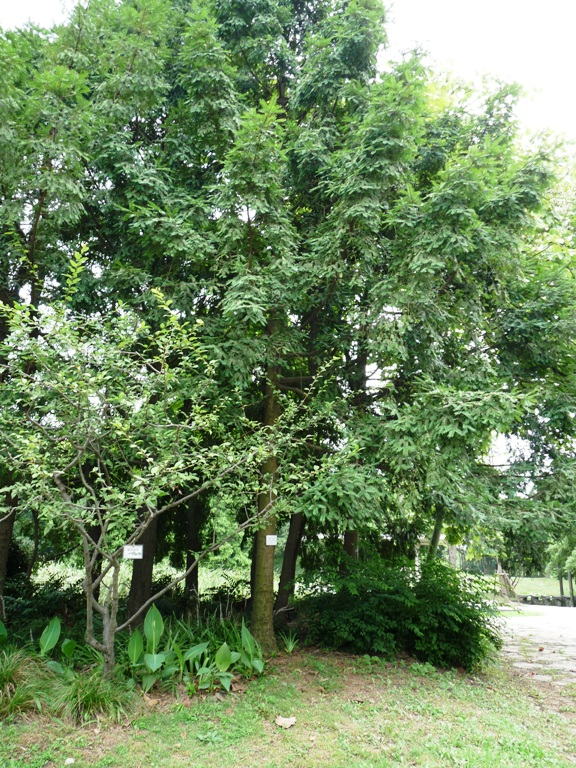
Habitus

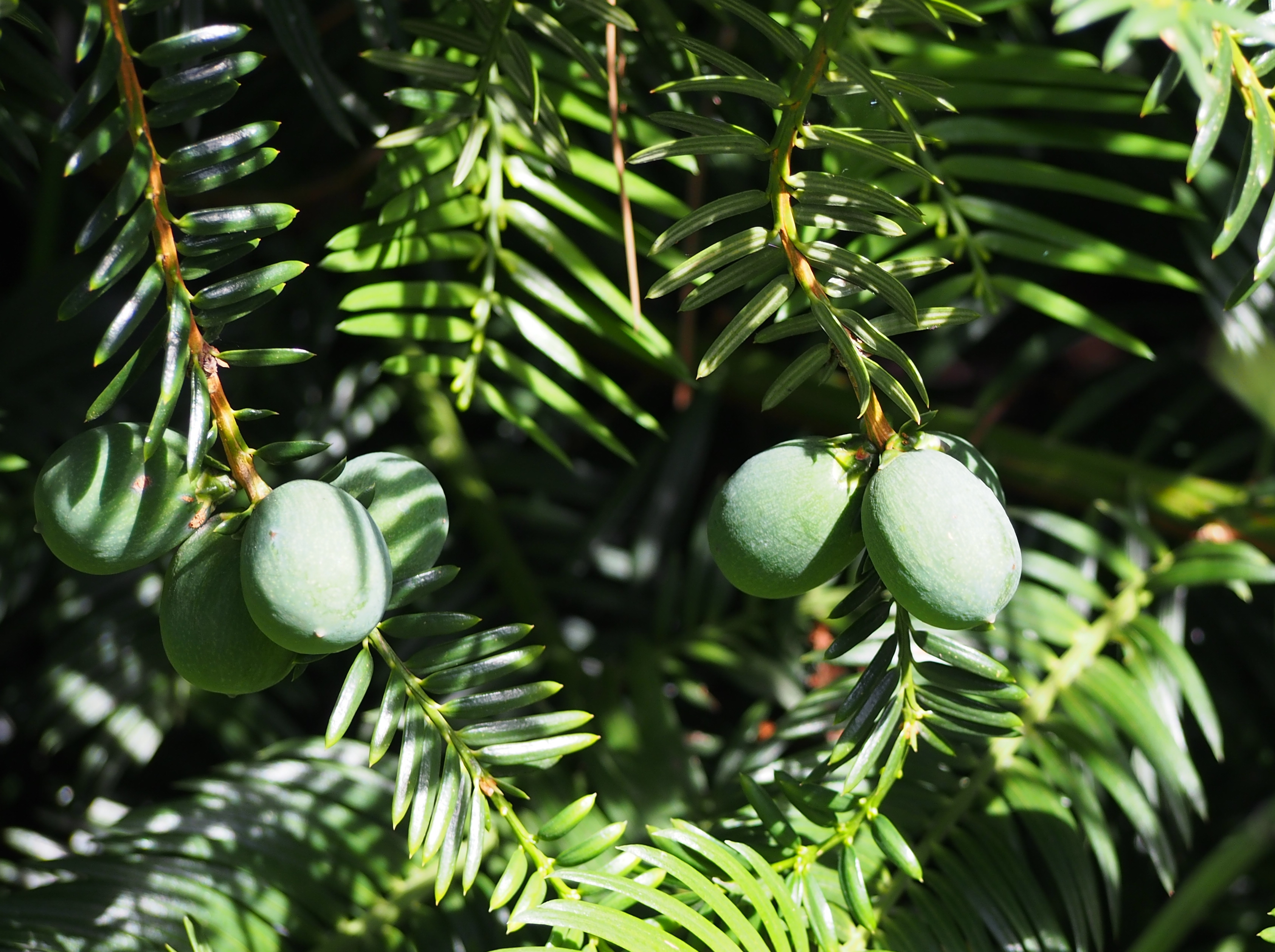
Zweige mit Blättern und Arillus

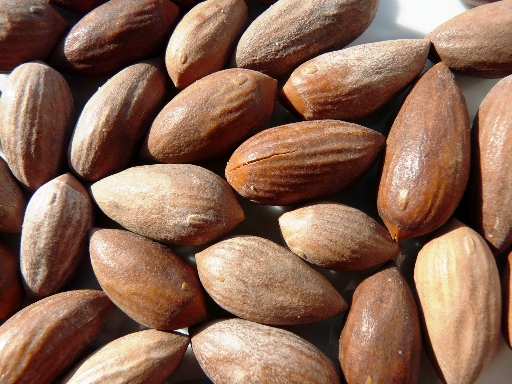
Samen

### Vegetative Merkmale
Torreya grandis wächst als immergrüner Baum und kann Wuchshöhen von bis zu 25 Metern erreichen. Dieser langlebige Baum kann ein Alter von 400 bis 500 Jahren erreichen. Während die Gattung auch häufig unter dem Namen Stinkeibe bekannt ist, weil die Nadeln beim Zerreiben unangenehm riechen, so bleiben die zerriebenen Nadeln dieser Art ohne scharfen Geruch.

### Generative Merkmale
Die Große Nusseibe ist zweihäusig getrenntgeschlechtig (diözisch).
Der eiförmige, hartschalige Samen ist vollständig von einem dicken, fleischigen Samenmantel (Arillus) umgeben. Der Samen reift erst im Jahr nach der Blüte.
Die Chromosomenzahl beträgt 2n = 22.

## Systematik und Verbreitung
Die Erstbeschreibung von Torreya grandis erfolgte 1857 durch Robert Fortune in John Lindley: The Gardeners' Chronicle & Agricultural Gazette, Jahrgang 1857, Seite 788.
Torreya grandis ist 1995 in zwei Varietäten unterteilt worden:
- Torreya grandis Fortune ex Lindl. var. grandis (Syn.: Caryotaxus grandis (Fortune ex Lindley) Henkel & W.Hochstetter, Tumion grande (Fortune ex Lindl.) Greene, Torreya grandis var. chingii Hu, Torreya grandis var. dielsii Hu, Torreya grandis var. merrillii Hu, Torreya grandis var. sargentii Hu, Torreya nucifera var. grandis (Fortune ex Lindl.) Pilger): Sie gedeiht auf Bergen und in offenen Tälern in Höhenlagen von 200 bis 1400 Metern in den chinesischen Provinzen südliches Anhui, nördliches Fujian, nordöstliches Guizhou (nur Songtao), westliches Hunan, südliches Jiangsu, nördliches Jiangxi sowie Zhejiang.[1]
- Torreya grandis var. jiulongshanensis Zhi Y.Li, Z.C.Tang & N.Kang: Sie wurde 1995 erstbeschrieben. Sie gedeiht auf Bergen in Höhenlagen von etwa 800 Metern nur im Suichang Xian im südlichen Zhejiang.[1]

## Verwendung
In Mitteleuropa ist die Große Nusseibe gelegentlich in botanischen Gärten, Parks und Privatgärten anzutreffen. Die Große Nusseibe findet man als Zierpflanze in Mitteleuropa hauptsächlich in Gegenden mit Weinbauklima, da sie nur bedingt winterhart ist.
Geröstete Früchte sind in China eine begehrte Delikatesse. Aus Samen gewonnenes Öl wird zum Kochen genutzt. Vom Samenmantel wird ätherisches Öl hergestellt. Das Holz findet Verwendung als Bauholz für Gebäude, Brücken, Möbel und Schiffe.